# Moosic
Moosic es un borough ubicado en el condado de Lackawanna, Pensilvania, Estados Unidos. Según el censo de 2020, tiene una población de 5,959 habitantes.

## Geografía
Está ubicado en las coordenadas 41°21′22″N 75°42′17″O / 41.35611, -75.70472 (41.356041, -75.704697).

## Deportes
| Equipo                     | Deporte | Competición | Estadio   | Capacidad      |
| Wilkes - Barre Railraiders | Béisbol | IL          | PNC Field | 10.000 (2013-) |

## Cultura y vida contemporánea
Recientes desarrollos en Moosic han creado una escena de restaurantes, tiendas minoristas y entretenimiento, que incluyen un complejo de cines junto con varios restaurantes y hoteles.

## Demografía
Según la Oficina del Censo en 2000 los ingresos medios por hogar en la localidad eran de $38,987 y los ingresos medios por familia eran $47,703. Los hombres tenían unos ingresos medios de $35,878 frente a los $22,261 para las mujeres. La renta per cápita para la localidad era de $21,178. Alrededor del 8.1% de la población estaba por debajo del umbral de pobreza.